# World Savings Banks Institute
L'Institut Mundial de Bancs Minoristes, conegut per les seves sigles en anglès WSBI (World Savings and Retail Banking Institute) és una associació internacional de banca, que engloba a 109 membres de 92 estats del món, el que significa unes 7.000 entitats financeres.
Va ser fundat el 1924 en ocasió d'un congrés a Milà, on es va ubicar la seva seu central fins al 1948. Aquell any, amb motiu dels bombardejos a la ciutat, l'organització es va traslladar a Amsterdam.
El 1963 es va crear una organització germana, el "Saving Banks Group of the European Economic Community", que fou reanomenada com European Savings Banks Group el 1988.
El 1969 es va tornar a canviar la seva ubicació, establint-se a Ginebra, on va romandre fins 1994. El 1994 l'organització es va refundar i establir a Brussel·les.
WSBI treballa amb institucions financeres i publica papers de recerca i estudis sobre el sector financer. WSBI també proporciona consultoria tècnica en col·laboració amb diverses agències i ofereix formació als seus membres. Des de 2018 el seu president és Isidre Fainé.